# Yokohama Arena
Yokohama Arena (jap. 横浜アリーナ Yokohama Arīna) – hala sportowa w Jokohamie, w Japonii.

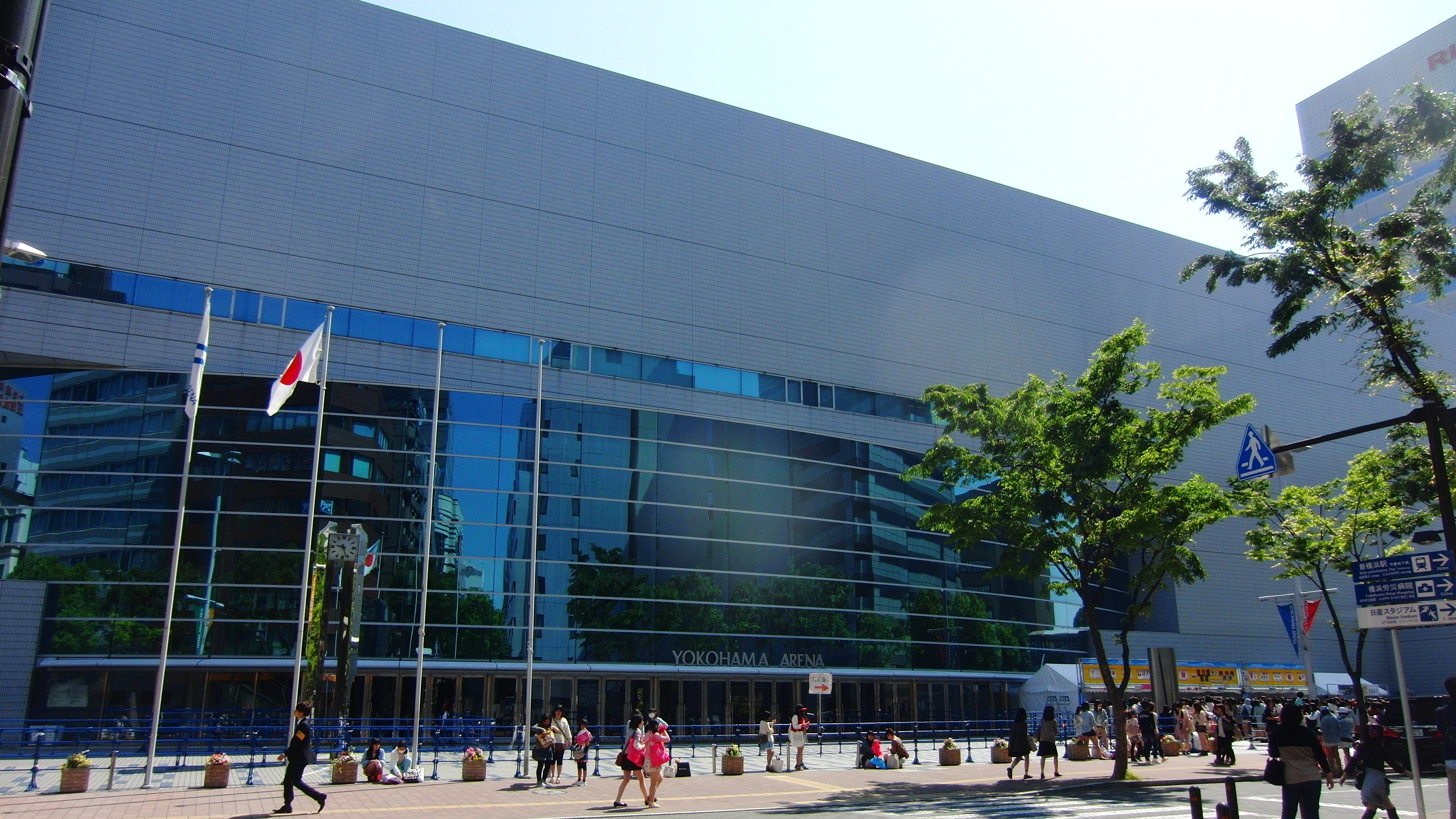
Yokohama Arena

Budowa hali trwała od maja 1987 do kwietnia 1989 roku. Na trybunach może zasiąść 17 000 widzów.